# Bussy-Lettrée
Bussy-Lettrée település Franciaországban, Marne megyében. Lakosainak száma 315 fő (2022. január 1.). Bussy-Lettrée Breuvery-sur-Coole, Cernon, Dommartin-Lettrée, Haussimont, Saint-Quentin-sur-Coole, Sommesous, Soudron, Vassimont-et-Chapelaine és Vatry községekkel határos.

## Népesség
A település népességének változása:
| Lakosok száma | 237  | 249  | 233  | 287  | 331  | 348  | 341  | 322  | 320  | 315  |
|               | 1968 | 1982 | 1990 | 2006 | 2013 | 2015 | 2017 | 2019 | 2020 | 2022 |